# Zodion griseatum
Zodion griseatum är en tvåvingeart som beskrevs av Pearson och Camras 1978. Zodion griseatum ingår i släktet Zodion och familjen stekelflugor. Inga underarter finns listade i Catalogue of Life.